# Mojżesz i miedziany wąż
Mojżesz i miedziany wąż (niderl. Mozes en de Koperen Slang) – obraz flamandzkiego malarza późnego baroku Antoona van Dycka.

## Geneza tematu
Temat obrazu został zaczerpnięty ze Starego Testamentu. Motyw spiżowego węża występuje w Księdze Wyjścia i w Księdze Liczb. Historia opowiada o jednym z licznych momentów zwątpienia Izraelitów w Boga. Wędrując przez pustynię, zaczęło brakować jedzenia i wody. Lud zaczął narzekać przeciw Mojżeszowi i Bogu. Wówczas Jahwe zesłał na nich plagę jadowitych węży. Wielu Izraelitów zmarło, a ci co pozostali przy życiu, zrozumieli swój grzech. Poszli więc do Mojżesza i poprosili go by wstawił się za nimi u Boga i zdjął plagę. Mojżesz uczynił to o co go poprosili: 

Wtedy rzekł Pan do Mojżesza: „Sporządź węża i umieść go na wysokim palu; wtedy każdy ukąszony, jeśli tylko spojrzy na niego, zostanie przy życiu”. Sporządził więc Mojżesz węża miedzianego i umieścił go na wysokim palu. I rzeczywiście, jeśli kogoś wąż ukąsił, a ukąszony spojrzał na węża miedzianego, zostawał przy życiu. (Lb 21,8–9)

## Opis obrazu
Van Dyck stworzył dzieło przepełnione silnym ładunkiem emocjonalnym. Każda z postaci wyraża swoje emocje poprzez mimikę lub gesty. Z lewej strony stoi Mojżesz trzymający pal z miedzianym wężem. Został ukazany od tyłu, a jego twarz schowana jest w cieniu. Zgodnie z ówczesną tradycją na jego głowie widoczne są małe rogi. Obok niego stoi jego brat Aaron. Obie postacie są najbardziej statyczne. Przed nimi ukazany został tłum, dotknięty zesłaną plagą. Na pierwszym planie widać kobietę skąpaną w jasnym świetle. Jest w stanie agonii, została przyniesiona przez dwóch mężczyzn przed oblicze Mojżesza. Kobieta z lewej strony zdejmuje z niej zaplątanego gada a mężczyzna w czerwonej szacie wskazuje na spiżowego węża nakazując umierającej spojrzenie na niego. U dołu nagi mężczyzna opasany wężami klęczy pogrążony w żarliwej modlitwie. Na drugim planie inne postacie wznoszą wzrok na miedziany symbol. Z nieba spadają nadal węże, kara dla tych co zwątpili w Boga.
Alegoria do spiżowego węża została wykorzystana w Ewangelii Jana w odniesieniu do ukrzyżowanego Jezusa, na którego również każdy kto spojrzy z wiarą, otrzyma przebaczenie grzechów i uzdrowienie.

## Autorstwo
W dolnym prawym rogu obraz jest sygnowany nazwiskiem Rubens, jednakże historycy z muzeum Prado twierdzą, iż rzeczywistym autorem jest van Dyck. Za autorstwem Rubensa mają przemawiać twarze postaci typowe dla głów ze studiów rubensowskich rysunków.